# Auguste Denise
Auguste Denise, né en 1906 et mort en 1991, est médecin, planteur, homme d'État ivoirien d'origine baoulée d'Assounvouè et martiniquaise, chef du gouvernement de Côte d'Ivoire de 1958 à 1959. Premier président du conseil général de Côte d'Ivoire 

## Origines et éducation
Né le 3 février 1906 à Tiassalé, d'un père administrateur colonial d'origine martiniquaise et d'une mère baoulée apparentée à la mère de Félix Houphouët-Boigny, Auguste Denise fréquente plusieurs écoles primaires, près de Dimbokro de 1913 à 1918, puis à l'école primaire supérieure de Bingerville de 1918 à 1920. Il étudie ensuite à l'École normale William-Ponty de 1920 à 1924, puis à l'École de médecine de l'AOF à Dakar dont il sort diplômé major en 1927.

## Carrière médicale
De retour en Côte d'Ivoire, Auguste Denise travaille dans un premier temps à l'hôpital central d'Abidjan, puis en 1928, il devient médecin chef du poste médical de Dabakala. En 1929, il est nommé chef du service chirurgical de l'hôpital d'Abidjan, avant de diriger les services de santé de Dabou et de Bingerville, 1929 à 1942. Après un séjour au Sénégal, il revient en Côte d'Ivoire comme médecin chef des services de santé de Boundiali et Dabou, puis de 1943 à 1946 les services de santé de la province du Grand-Lahou.

## Engagement et carrière politique

### Fondation du Syndicat agricole africain et du PDCI
En septembre 1944, Auguste Denise fonde, avec Félix Houphouët-Boigny et plusieurs grands planteurs, le Syndicat agricole africain (SAA). Grand grand propriétaire terrien, il apporte des contributions substantielles au syndicat. Il est nommé, en même temps que Houphouët-Boigny, par la SAA comme leur candidat aux élections à l'Assemblée constituante de 1946, au sein du premier collège.
Lorsque le SAA est transformé en Parti démocratique de Côte d'Ivoire (PDCI), le 9 avril 1946 à Abidjan, Auguste Denise en devient le premier secrétaire générale, la plus haute fonction exécutive du parti, pendant une douzaine d'années, jusqu'en 1959.

### À l'époque de l'AOF
En application des dispositions de la constitution française de 1946, est créé le conseil général de Côte d'Ivoire. Le 29 décembre 1946, ont lieu les élections des conseillers généraux. En 1947, Auguste Denise est élu premier président du Conseil général de la Côte d'Ivoire. À la suite des élections partielles de mai 1948, le PDCI perd momentanément sa majorité, Auguste Denise est battu à la présidence par Victor Capri Djédjé.
En mars 1953, le PDCI gagne les élections de l'Assemblée territoriale, qui a remplacé le conseil général de Côte d'Ivoire en 1952. Félix Houphouët-Boigny en devient le président, et Auguste Denise le premier vice-président.
Aux élections de 1957 de l'Assemblée territoriale, sous le régime de la loi-cadre Defferre, le PDCI dirigé par Auguste Denise remporte tous les sièges. Le 17 mai 1957, ce dernier est nommé vice-président du Conseil de gouvernement, alors présidé par le gouverneur français Ernest De Nattes.

### Premier dirigeant de la République autonome
Lorsque la Côte d'Ivoire devient une République autonome au sein de la Communauté française, à la suite du référendum de 1958, Auguste Denise est nommé Président du Conseil de gouvernement le 26 juillet 1958. Le gouvernement est composé, entre autres de Jean-Baptiste Mockey comme ministre de l'Intérieur et Ernest Boka comme ministre de l'Enseignement.
Dans l'exercice de sa fonction, Auguste Denise promulgue la Constitution ivoirienne de 1959, adoptée le 26 mars par l'Assemblée territoriale ivoirienne, qui reste en vigueur jusqu'à l'avènement de l'indépendance le 7 août 1960 et son remplacement par la constitution de la Première République.
Il est remplacé à ce poste le 30 avril 1959 par Félix Houphouët-Boigny qui, à cette occasion, quitte son poste de ministre du gouvernement français. Le 5 mai 1959, lors de la constitution du gouvernement dirigé par Houphouët-Boigny, Auguste Denise devient ministre d'État chargé des relations avec le Conseil de l'Entente,. La même année, la Jeunesse du RDA section Côte d'Ivoire (JRDACI) prend ses distances avec les caciques du PDCI-RDA ; Auguste Denise est mis en minorité. Il est alors remplacé par Jean-Baptiste Mockey comme secrétaire général du PDCI ; toutefois il reste membre du bureau politique du parti.

### Après l'indépendance
Après l'indépendance, Félix Houphouët-Boigny le reconduit dans ses fonctions de ministre d'État au sein de son premier gouvernement de la Première République. En sa qualité de ministre d'État il est chargé d'assurer l'expédition des affaires courantes en l'absence du Président de la République. Il occupe cette fonction ministérielle pendant 30 ans, jusqu'en novembre 1990. Cependant son influence diminue considérablement à la fin des années 1970, et en 1980 il quitte le bureau politique du PDCI.
Il meurt le 20 janvier 1991 à Paris.

## Hommages
Son nom a été donné au stade Auguste-Denise situé dans la ville de San-Pédro, à l'ouest du pays, où résident les clubs du FC San Pédro et du Séwé Sports de San-Pédro.

## Biographie
- Yao Marcel Kouakou et Yao Frédéric Kouamé, Auguste Denise, homme d'État ivoirien méconnu, Abidjan : Nouvelles éditions Balafons, 240 p.  (ISBN 978-2-37326-108-0)